# Karel Nový
Karel Nový, nato Karel Novák (Benešov, 1890 – Praga, 1980), è stato uno scrittore ceco.
Fu uno scrittore attento alle difficoltà sociali de popolo boemo e dedicò molti romanzi, tra cui Il denaro (1931), Vogliamo vivere (1933) e All'incrocio (1934), e la trilogia Il cerchio di ferro (1932) al tema dell'emarginazione sociale. In una seconda parte della sua opera si spostò su ambienti di campagna, ma non disdegnò drammi e romanzi storici, come La tempesta boema (1948).
Nel 1960 lo Stato gli conferì il titolo di Artista nazionale.